# 王溢嘉
王溢嘉（1950年7月8日—），中華民國臺灣省臺中市人。台中一中畢業，台灣大學醫學系畢業，曾從醫兩個月，畢業後在報上寫專欄，後來自己辦心靈雜誌。現在專門從事寫作，並擔任《健康世界雜誌》總編輯、野鵝出版社社長。
王溢嘉在中學時代就常寫文章投稿。在台大「大新社」，擔任文書組長，後擔任社長。畢業後，放棄醫生的職務，立志以巡迴演講的方式為社會大眾服務。他的文章包括文化評論、科學論述等，也常翻譯引介科學新知。其中，散文以探討生命的意義為主，對於人生多有啟發。作品蟲洞書簡被選入台灣國中國文課本課文，算是有一定名氣的中華民國作家。曾獲選中國時報開卷版年度十大好書、聯合報讀書人版年度推薦書、全國大學生票選十大好書等獎項。
王溢嘉與葉金川、賴美淑、林芳郁、林靜芸、江漢聲、侯勝茂、楊光榮、蔡茂堂、吳光明、陳快樂...等人皆為大學同班同學。妻子為嚴曼麗女士，其子王谷神為好萊塢動畫師，其女王飞仙为印第安纳大学布鲁明顿分校历史系教授。兒子已於2022年5月4日過世。夫妻倆及友人為其設立了紀念網站-王神的平行宇宙 （页面存档备份，存于）

## 野鵝出版社出版作品及其它作品列表[3]
- 《霧之男》（自費出版，志文經銷，1974）
- 野鵝文庫1《精神分析與文學》（野鵝，1980）
- 野鵝文庫2《實習醫師手記》（野鵝，1981）
- 野鵝文庫3《精神病人繪畫選：潛意識的告白》（野鵝，1980）
- 野鵝文庫4《附身與轉世》伊安•庫利 原著(王存立譯，野鵝，1980)
- 野鵝文庫5《悲劇的誘惑》[1]（野鵝，1981）
- 野鵝文庫6《心靈遊戲》（編著，野鵝，1981）
- 野鵝文庫7《愛的神秘》，尼亞斯（Nias, David ），威爾森（Wilson, Glenn ）著（林多姿等譯，野鵝，1982）
- 野鵝文庫8《夢的世界》（野鵝，1983）
- 野鵝文庫9《生命與科學對話錄》（譯輯，野鵝，1984）
- 野鵝文庫10《認識你的人格》，愛遜克（Eysenck, H. J.）著（譯輯，野鵝，1984）
- 野鵝文庫11《大師的腳印佛洛伊德一生行誼》，佛洛伊德 著（譯輯，野鵝，1985）
- 野鵝文庫12《人類性愛史話》，唐娜希爾（Tannahill, Reay ）著（李意馬譯著，野鵝，1986）
- 野鵝文庫13《與自己的戰爭：精神官能症及其他》（野鵝，1986）
- 野鵝文庫14《靈異與科學》（編譯，野鵝，1987）
- 野鵝文庫15《文化與心靈》（野鵝，1987）
- 野鵝文庫16《心理學史：心理學主流思潮的發展》，黎黑（Leahey, Thomas Hardy）著（陳仁勇譯，野鵝，1987）
- 周邊文叢01[9]《生命與科學對話錄》[1]（譯輯，野鵝，1989.06）
- 周邊文叢02[9]《實習醫師手記》[1][4][3]（野鵝，1989.06）
- 周邊文叢03[9]《失去的暴龍與青蛙》[1]（野鵝，1989.06）
- 周邊文叢04[9]《精神分析與文學》[1]（編著，野鵝，1989.09）
- 周邊文叢05[9]《聊齋搜鬼》[1]（野鵝，1989.09）
- 周邊文叢06[9]《古典今看―從孔明到潘金蓮》[1][3]（野鵝，1989.09）
- 周邊文叢07[9]《性、文明與荒謬》[1]（野鵝，1990.04）
- 周邊文叢08[9]《世說心語[1]—100個生命的啟示》（野鵝，1990.04）
- 周邊文叢09《夢中男女》（嚴曼麗 著，野鵝，1980.04）
- 周邊文叢10[9]《動物啟示錄》[1]（野鵝，1991.01）
- 周邊文叢11[9]《說女人》[1]（野鵝，1991.01）
- 周邊文叢12[9]《夜間風景―夢》[1]（野鵝，1991.04）
- 周邊文叢13[9]《賽琪小姐體內的魔鬼―科學的人文思考》[1]（野鵝，1992.02）
- 周邊文叢14[9]《變態心理檔案》[1]（編著，野鵝，1992.02）
- 周邊文叢15[9]《漢民族的幽闇心靈系列1：不安的魂魄》[1]（野鵝，1993.05）
- 周邊文叢16[9]《漢民族的幽闇心靈系列2：命運的奧義》[1][3]（野鵝，1994.01）
- 周邊文叢17[9]《漢民族的幽闇心靈系列3：情色的圖譜》[1]（野鵝，1995.10）
- 周邊文叢18[9]《一隻暗光鳥的人生備忘錄》[1]（野鵝，1998.02）
- 周邊文叢19[9]《洗心禪》[1]（野鵝，1999.03）
- 周邊文叢20《閨房99難題》（嚴曼麗 著，野鵝，1994.10）
- 周邊文叢21[9]《前世今生的謎與惑》[1]（野鵝，1995.01）
- 周邊文叢22[9]《人性大爆破―人我洞察篇》[1]（野鵝，1996.03）
- 周邊文叢23[9]《人性大爆破―愛憎憂歡篇》[1]（野鵝，1996.06）
- 周邊文叢24[9]《蟲洞書簡》[1][4][3]（野鵝，1997.02）
- 周邊文叢25[9]《人間飛翔：蘇三的心靈之旅》[1]（野鵝，2000.01）
- 周邊文叢26[9]《性偵探大師：佛洛伊德的愛慾推理》[1]（野鵝，2000.04）
- 周邊文叢27《變身女郎：西碧兒和她的十六個人格》[1] Flora Rheta Schreiber著（譯，野鵝，2000.09）
- 周邊文叢28[9]《智慧的花園》[1]（野鵝，2002.03）
- 周邊文叢29[9]《傾聽內在的聲音》（野鵝，2004.09）
- 周邊文叢30[9]《褲襪、天花與愛因斯坦：創異啟示錄》[1]（野鵝，2005.09）
- 周邊文叢31[9]《青春第二課》[3]（野鵝，2010.08）
- 周邊文叢32[9]《少年夢工廠》（野鵝，2013.10）
- 周邊文叢33[9]《論語雙拼：一個家庭主婦的異類閱讀 一個知識遊民的正向觀照》（與嚴曼麗 合著，野鵝，2014.09）
- 筆記小說精選01《異談館1：幻海奇航》[1]（編著，野鵝，1998.07）
- 《愛情新詮》（編著，自立晩報，1988.09）
- 《禁果之路》（編著，自立晚報，1988.09）
- 《人性剖析》（編著，自立晩報，1988.10）
- 《IQ與創造力》（編著，自立晩報，1988.11）
- 《你需要？我需要？―色情世界面面觀》（解析，自立晩報，1989.02）
- 《海上女妖的樂譜》（聯合文學，2007.03）
- 《如果漏讀人性，成功總是差一步》[3]（有鹿文化，2011.05，原《看到人心深處》）
- 《如果沒有女人，男人何必穿褲子》[3]（有鹿文化，2011.05，原《情感世界》）
- 《別白忙了，兌現創意才是王道！》[3]（有鹿文化，2011.10，原《解放思維》）
- 《活用禪：豁然開朗的人生整理術》[3]（有鹿文化，2012.03，原《花開見禪》）
- 《莊子陪你走紅塵》[3]（有鹿文化，2012.08）
- 《誰伸出看不見的手？中國人的命理玄機》（有鹿文化，2013.09，原周邊文叢16）
- 《問世間，性是何物？：中國文化裡的情與色》[3]（有鹿文化，2014.07，原周邊文叢17）
- 《與老子笑弈人生這盤棋》[3]（有鹿文化，2015.10）
- 《易經101：文化八卦的當代解碼》[3]（有鹿文化，2016.11）
- 《新編蟲洞書簡》[3]（有鹿文化，2018.03，原周邊文叢24）
- 《六祖壇經4.0：覺醒、實踐、療癒、超越》（有鹿文化，2018.06）
- 《論語不一樣：需要正能量的時代，正好讀孔子》（有鹿文化，2018.09）
- 《新編古典今看》[3]（有鹿文化，2019.08，原周邊文叢06）
- 《浮世短歌：這次，多談點自己》[3]（有鹿文化，2020.08）

### 喪子後作品
- 《悲．慧．生死書：為谷神和自己而寫》[10]（有鹿文化，2023.05.04）

## 作品列表（中文簡體版）
- 《蟲洞書簡》[4]（北京：九州出版社，2004，原周邊文叢24）
- 《中國人的心靈圖譜︰魂魄》（廣西：廣西師範大學出版社，2007，原周邊文叢15）
- 《中國人的心靈圖譜︰命運》（廣西：廣西師範大學出版社，2007，原周邊文叢16）
- 《看到人心深處︰120個有趣故事告訴你真實人性》（北京：新華出版社，2008）
- 《解放思維︰挖掘你創造性潛能的80種方法》（北京：新華出版社，2009）
- 《情感世界的男左女右》（北京：新華出版社，2009）
- 《花開見禪︰一百個頓悟瞬間》（北京：新星出版社，2011）
- 《中國文化裡的情與色》（北京：新星出版社，2012，原周邊文叢17）

## 外部連結
- 王溢嘉的人文世界– 王溢嘉所有舊作與新文的官方網站
- 王溢嘉的文字城堡 （页面存档备份，存于）
- 王溢嘉‧野鵝誌 （页面存档备份，存于）
  - 現已由臉書王溢嘉的人文天地 （页面存档备份，存于）取代
- 醫生作家 王溢嘉 寫作 有比謀生更深遠的意涵 （页面存档备份，存于）